# Усть-Ілімськ
Усть-Ілімськ — місто в Росії на північному заході Іркутської області на річці Ангарі, адміністративний центр Усть-Ілімського району (місто до складу району не входить). Місто обласного підпорядкування з 27 грудня 1973. Відстань до Іркутська залізницею — 1280 км; автошляхами — 890 км; по авіатрасі— 650 км. Відстань до Братська автошляхами — 246 км. Середня висота над рівнем моря становить 400–450 метрів. Затоплене місто Ілімськ перебувало осторонь від Усть-Ілімська, на річці Ілім.
Усть-Ілімськ є місцем проведення чотирьох всесоюзних комсомольських будівництв із залученням фахівців з соціалістичних країн (Усть-Ілімська ГЕС, місто Усть-Ілімськ, Усть-Ілімський ЛПК, залізнична гілка Хрєбтовая — Усть-Ілімськ). Передбачався істотний ріст населення до 250 тисяч осіб. У 1993 р чисельність населення становила 113 тис. ос. Площа 22,9 тис. га.

## Розташування
Місто складається з двох частин — лівобережної, так зване Старе місто, і правобережної — так зване Нове місто. Старе місто розташоване нижче Усть-Ілімської ГЕС за течією Ангари, Нове місто — вище. Пов'язані між собою автомобільною дорогою та мостом через Ангару. Незважаючи на те, що правобережна частина міста набагато молодша, в ній проживає більша частина населення. Тут розташована більшість закладів науки та культури. Переважно будувалися дев'яти-і десятиповерхові будинки, але не обійшлося і без п'ятиповерхових; є п'ять чотирнадцяти-поверхових будинків. Старе місто складається переважно з п'яти — і дев'ятиповерхових будинків, є шість десятиповерхових; двоповерхових времянок; мікрорайону селищного типу "Висотка"; селища Невон та дачних ділянок.
Головною відмінною рисою Нового міста є те, що план будівництва міста було розроблено групою студентів Ленінградського архітектурно-будівельного університету в рамках дипломного проекту «Місто моєї мрії», головною ідеєю якого було будівництво міста в тайзі. Всередині житлових районів можна зустріти острівці багатовікової тайги. Нове місто має разючу схожість у плануванні з районами Санкт-Петербурга 80-х років будівництва.

## Клімат
Місто прирівняне до територій Крайньої Півночі. Клімат різко континентальний. Середньорічна температура -2,8 ° C. Абсолютна мінімальна температура-53,9 ° C, максимальна +41 ° C. Тривалість періоду з температурою нижче 0 ° — 214 діб. Середньорічна сума опадів - 475 мм. Середньорічна швидкість вітру — 11,2 км/год.
З середини липня до середини серпня встановлюється суха і спекотна погода з температурами до +40. Серпень дощовий та прохолодний з температурами близько +15 градусів. Вересень, особливо перша його половина, зазвичай сухий та відносно теплий. Сніг зазвичай випадає на початку жовтня. Грудень часто буває холодним, в січні зазвичай кілька тижнів стоять морози близько -45 градусів. Лютий, березень вітряні та снігові з середньою температурою близько -20.

## Населення
Майже 20 років (з 19 вересня 1985) Усть-Ілімськ був стотисячним містом.
В економіці міста зайнято близько 40 тисяч осіб. Місто відображає загальну тенденцію до зниження чисельності населення Іркутської області. Це пов'язано з міграцією молоді в більш економічно розвинені міста області та інші суб'єкти РФ.

## Освіта
- Професійне училище № 42;
- Професійне училище № 66.

У місті також розташовані філії:
- Російської академії народного господарства та державної служби при Президенті РФ (колишня Сибірська академія державної служби);
- Байкальського державного університету економіки та права;
- Іркутського енергетичного коледжу.
- Братського Державного Університету.

## Установи культури, дозвілля та визначні пам'ятки
- Картинна галерея[8].
- Театр драми та комедії.
- Міський краєзнавчий музей.
- Палац культури «Дружба».
- Палац культури ім. І.Наймушина.
- Дві школи мистецтв.
- Центральна бібліотечна система.

## Дивись також
- Усть-Ілімський трамвай